# Poecilomyrma senirewae
Poecilomyrma senirewae är en myrart som beskrevs av Mann 1921. Poecilomyrma senirewae ingår i släktet Poecilomyrma och familjen myror.

## Underarter
Arten delas in i följande underarter:
- P. s. myrmecodiae
- P. s. senirewae

## Bildgalleri

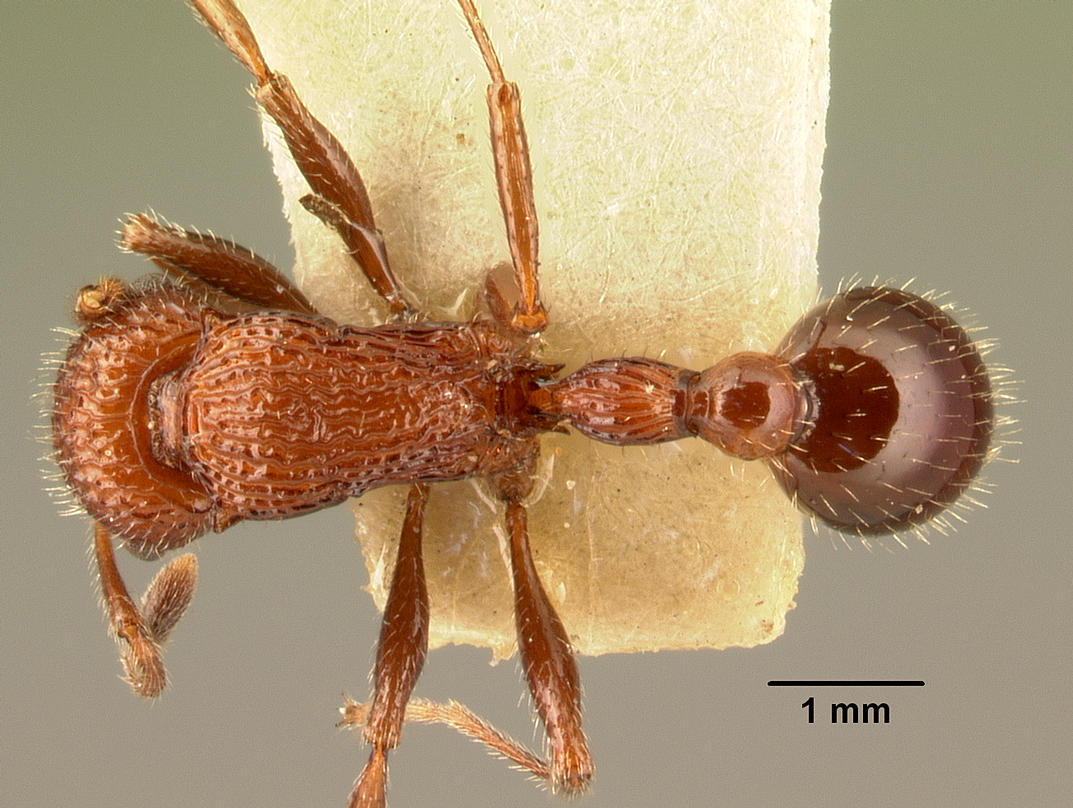
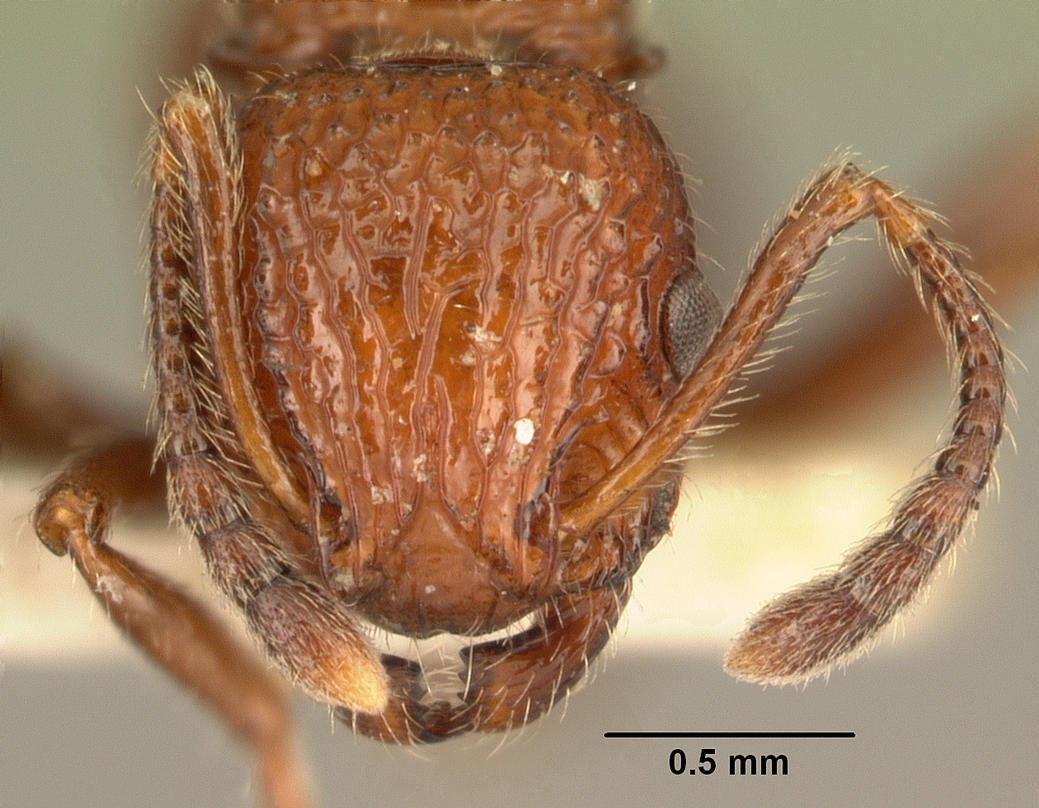
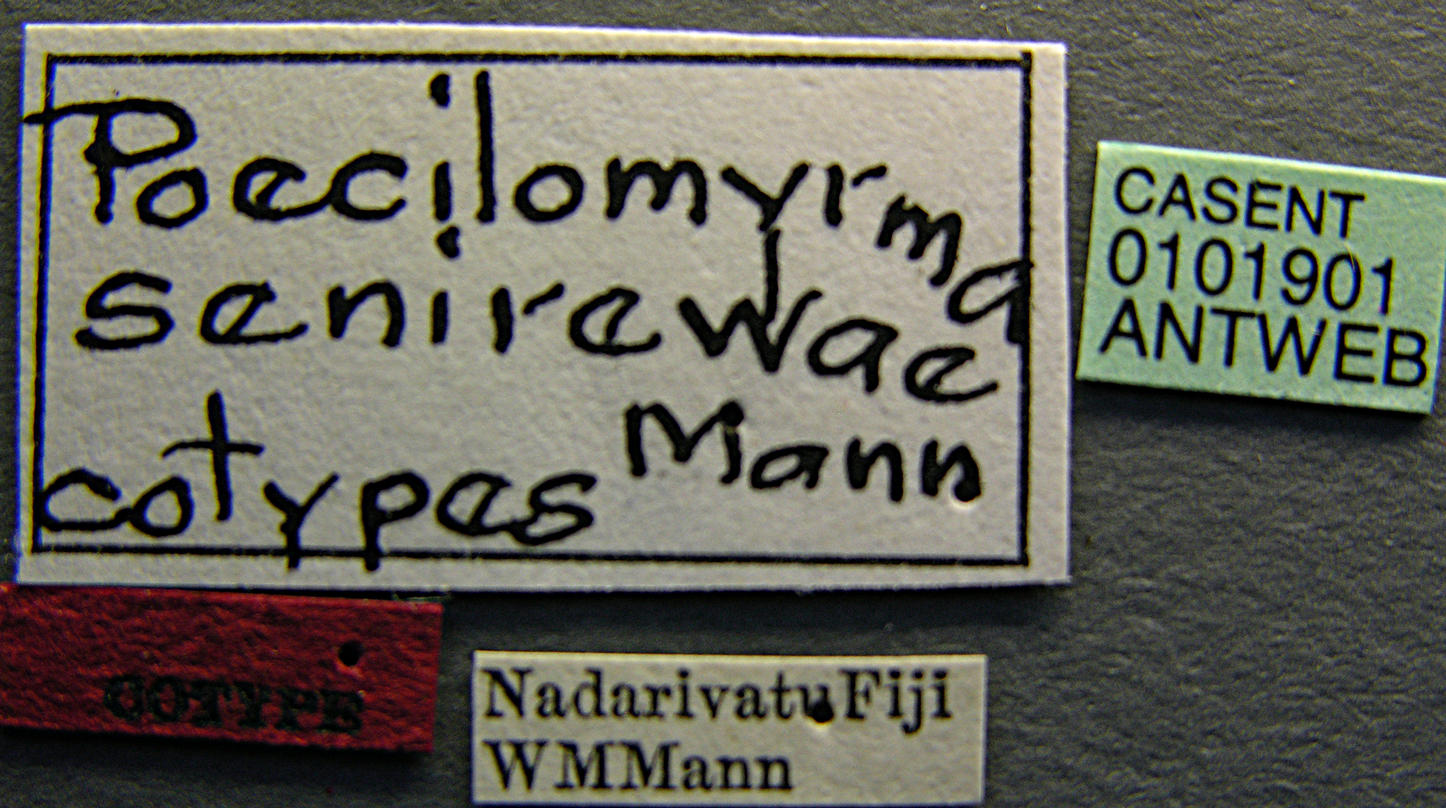
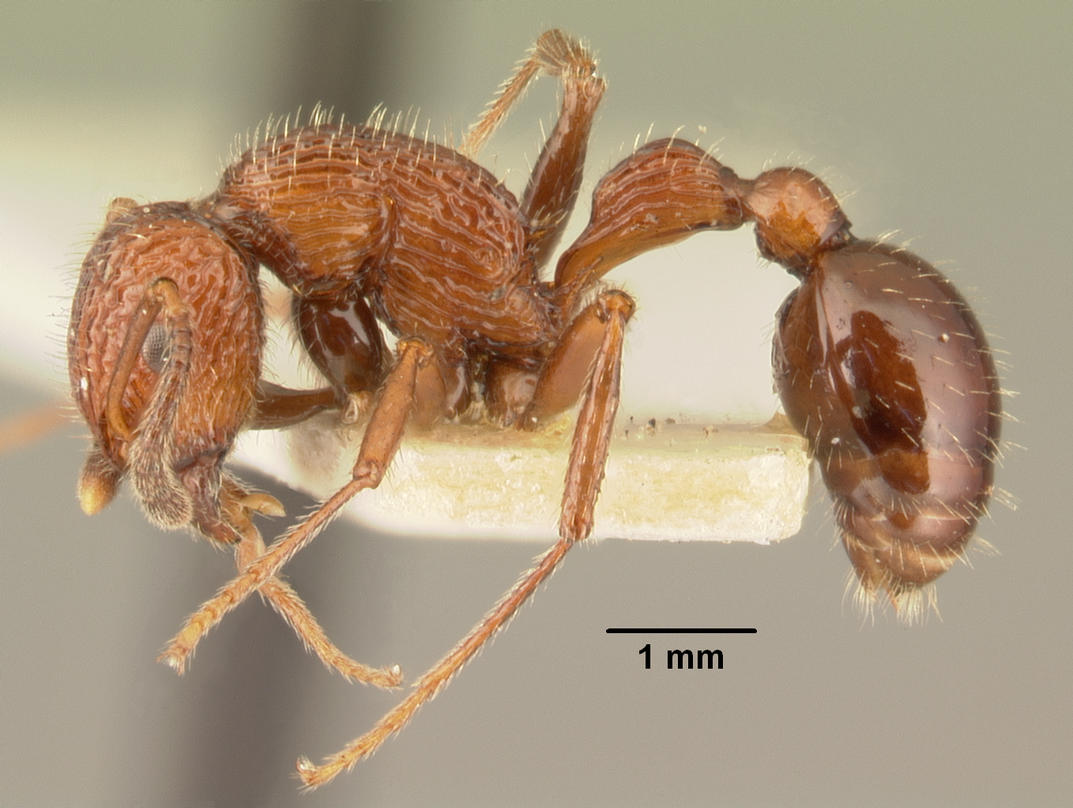
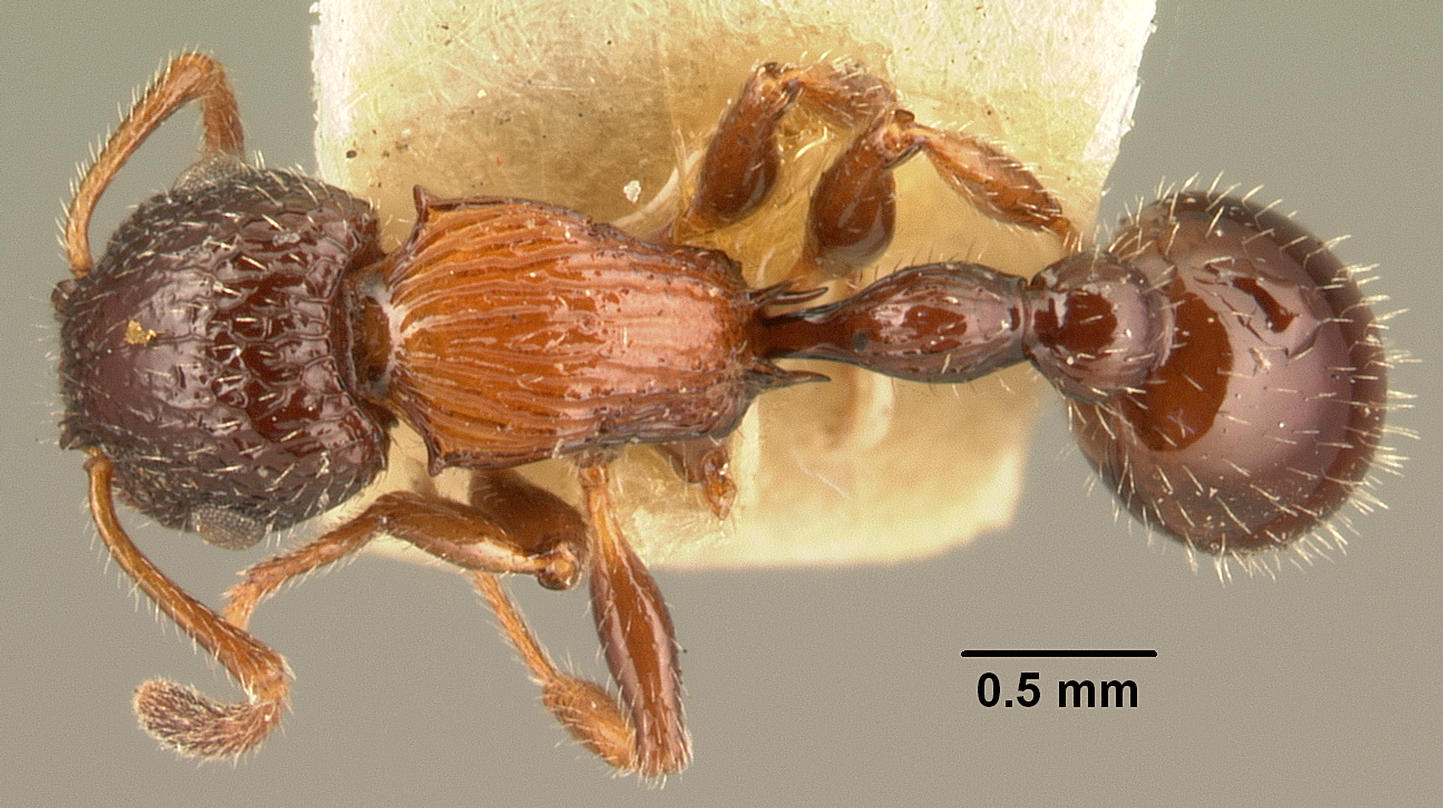
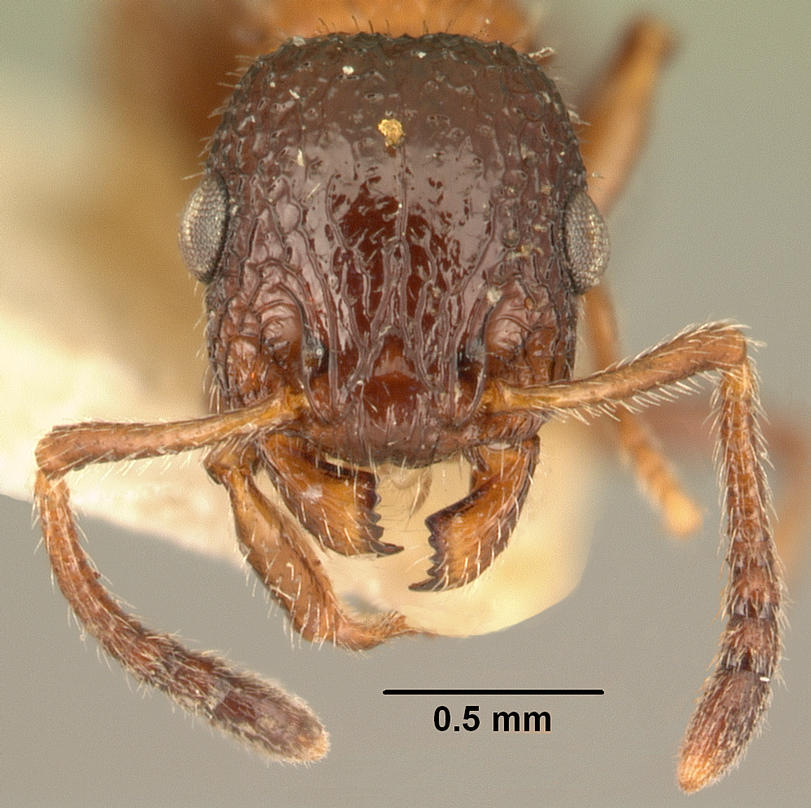